# Noah Lyles
Noah Lyles (* 18. července 1997) je americký atlet, sprinter.

## Kariéra
V roce 2016 se stal juniorským mistrem světa v běhu na 100 metrů a byl také členem vítězné štafety USA na 4 × 100 metrů na tomto šampionátu. Jeho specializací je běh na 200 metrů, v němž se stal roku 2019 mistrem světa (v katarském Dauhá), a to časem 19,83 s. Osobní rekord v hodnotě 19,31 sekundy z něj činí třetího nejrychlejšího sprintera na této trati v historii. Tímto výkonem se stal v roce 2022 mistrem světa. V roce 2019 se stal celkovým vítězem Diamantové ligy v běhu na 100 m.
K roku 2023 je Lyles již jedním z nejlepších sprinterů historie, zejména pak v běhu na 200 metrů. Společně se švédským tyčkařem Armandem Duplantisem a keňským vytrvalcem Kelvinem Kiptunem byl  roce 2023 vyhlášen Atletem světa. V roce 2023 se v Budapešti stal mistrem světa v běhu na 100 metrů časem 9,83 s.
Na olympijských hrách 2024 v Paříži zvítězil na trati 100 m v osobním rekordu 9,79 sekundy. Ve finiši porazil o pouhých pět tisícin sekundy Jamajčana Kishane Thompsona.

## Osobní rekordy
- běh na 100 metrů – 9,79 s – 4. srpna 2024, Paříž[7]
- běh na 150 metrů - 14,56 s. - 6. květen 2023, Atlanta[8]
- běh na 200 metrů – 19,31 s – 21. červenec 2022, Eugene (NR)[9]
- štafeta na 4 × 100 metrů – 37,10 s – 5. říjen 2019, Dauhá (NR)

## Zajímavosti
Ve finále běhu na 100 metrů na LOH v Paříži v roce 2024 byla Lylesovi naměřena nejvyšší rychlost běhu 43,6 km/h (12,1 m/s). Patří tak k nejrychlejším sprinterům světa, ačkoliv nepřekonává jamajského sprintera Usaina Bolta s jeho rekordní rychlostí 44,7 km/h, které dosáhl v roce 2009.